# イーゴリ・スルキス
イーゴリー・スルキス (ウクライナ語:Ігор Суркіс, 英語: Ihor Surkis,1958年11月22日- ) は、ソビエト連邦(現ウクライナ) キエフ出身の実業家。ディナモ・キーウの会長。彼の兄弟であるグリゴリー・スルキスはウクライナサッカー連盟の会長である。

## 人物
軍医の父がいる家庭で生まれる。彼の姉であるリマ・ヤニナはキエフのサッカー解説者である。
彼の家族は中央アジア(旧ソ連)からキエフに移り住んだ。

## 反ユダヤ主義のサポーターによる挑発
2006年のカルパティ・リヴィウとのカップ戦で、反ユダヤ主義のカルパティ・リヴィウサポーター達から侮辱を受けた。その結果を踏まえ、日本円で約55万円の罰金をそのサポーター達に課した。